# Kim Ji-hoon (director)
Kim Ji-hoon (김지훈, nascut el 1971), també escrit Kim Ji-hun, és un director de cinema sud-coreà.

## Vida i carrera
Kim Ji-hoon va néixer a Daegu. Després de graduar-se al Departament de Teatre i Art Cinematogràfic de la Universitat de Hanyang, va treballar com a assistent de direcció en diverses pel·lícules. Va fer el seu debut com a director l'any 2004 amb la pel·lícula Mokpo, Gangster's Paradise, protagonitzada per Cha In-pyo i Cho Jae-hyun. La seva pel·lícula de 2007 May 18, sobre la Massacre de Gwangju de 1980 i que va protagonitzar Kim Sang-kyung, Lee Yo-won i Lee Joon-gi, li van valer el premi al millor director als Korea Movie Star Awards 2008. Va dirigir Sector 7, una pel·lícula d'acció i terror de 2011 sobre un monstre marí que va atacar plataformes petrolieres, amb un repartiment de conjunt dirigit per Ha Ji-won i Ahn Sung-ki. El distribuïdor CJ E&M Pictures va declarar que Sector 7 va ser la pel·lícula de Corea del Sud més taquillera a la Xina, però no va ser ben rebuda pel públic sud-coreà, ni per la crítica, que va criticar als seus personatges principals "plans" i imatges generades per ordinador de baixa qualitat.
El següent treball de Kim després d'això va ser The Tower, una pel·lícula de desastres sobre un incendi en un edifici d'apartaments de gran alçada, protagonitzada per Sol Kyung- gu, Kim Sang-kyung i Son Ye-jin. En resposta a les crítiques del Sector 7, Kim va passar gairebé dos anys treballant amb l'equip de postproducció a CGI; la pel·lícula es va estrenar finalment el desembre de 2012. Kim va declarar que va tenir la idea de The Tower a partir d'una varietat d'experiències de la infància, inclosa la seva primera visita a Seül on va veure l'edifici 63 i es va preguntar com seria quedar atrapat dins, i un incident posterior en què es va quedar atrapat en un ascensor, que va descriure com "el moment en què vaig sentir por per primera vegada".
El seu treball més recent, I Want to Know Your Parents, s'ha ajornat indefinidament arran de l'escàndol d'agressions sexuals de l'actor Oh Dal-su, sense data d'estrena fixada fins ara.

## Filmografia
- The Aquarium (curtmetratge, 1996) - director
- Egoism (curtmetratge, 1996) - director
- Greenhouse (curtmetratge, 1997) - director, guionista, editor, so
- Whispering Corridors (1998) – director ajudant
- Full Moon Full Sun (curtmetratge, 1999) - actor
- Rush (1999) - director ajudant
- The Secret (2000) - director ajudant
- Mokpo, Gangster's Paradise (2004) - director, guionista
- May 18 (2007) - director
- Sector 7 (2011) - director, guionista
- The Tower (2012) - director, script editor
- Sinkhole (2021) - director
- I Want to Know Your Parents (2022) - director